# De Gooyse Boer
De Gooyse Boer is een monumentaal pand aan de Herengracht 71 in de Noord-Hollandse plaats Muiden. Het pand is erkend als rijksmonument en herbergt een café, "Ome Ko".

## Beschrijving

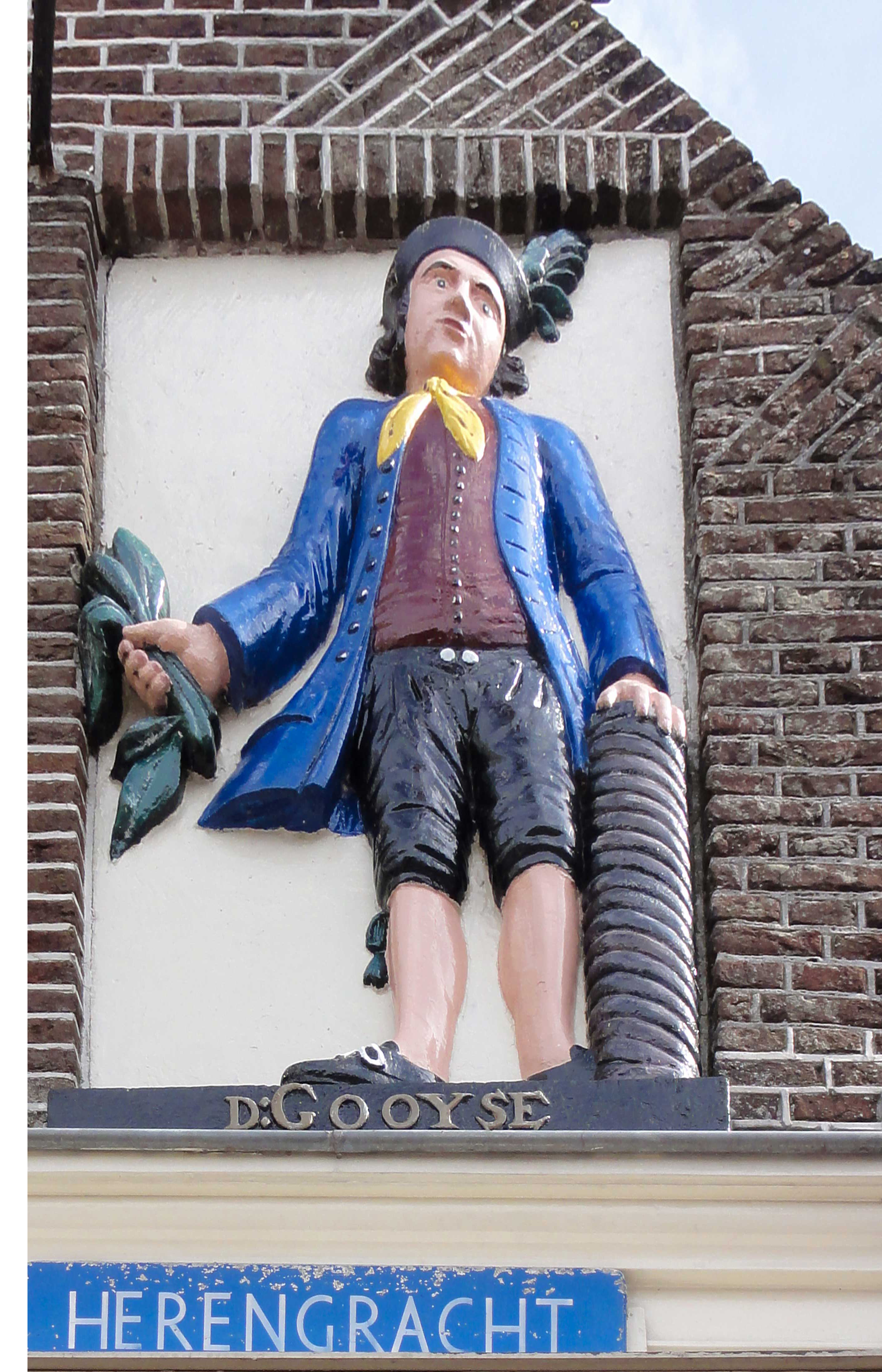
Afbeelding van de Gooyse (tabaks)boer boven het café van Ome Ko in Muiden

Het pand moet voor 1756 gebouwd zijn. In dat jaar vond een verbouwing plaats. Het pand staat op de hoek van de Herengracht en de Naarderstraat in Muiden, nabij de brug van de Groote Zeesluis over de Vecht. Deze plek leende zich goed voor een horecafunctie. Sinds 1810 is het pand dan ook in gebruik als café. Aan de voorgevel is een groot reliëf aangebracht met een afbeelding van een Gooise boer. Volgens auteurs Van Lennep en Ter Gouw zou dit een afbeelding zijn van degene die hier in het begin van de 18e eeuw een herberg liet bouwen. Deze verklaring wordt echter betwist. Volgens Drijver betreft het een afbeelding van een Gooise tabaksplanter, gelet op de tabaksbladeren in zijn rechterhand en de rol tabak waar zijn linkerhand op rust. Het beeld zou herinneren aan het bestaan van de tabaksplantages in deze streek.